# Димитар Костов
Димитар Костов (болг. Димитър Костов, нар. 27 липня 1936) — болгарський футболіст, що грав на позиції півзахисника. Відомий за виступами у складі клубу «Славія» (Софія) та збірної Болгарії, у складі якої був учасником чемпіонату світу 1962 року.

## Клубна кар'єра
Димитар Костов розпочав виступи на футбольних полях у команді «Ударник» у 1952 році, з 1956 року грав у командіу «Славія» (Софія), в складі якої грав до кінця своєї кар'єри гравця, що тривала до 1967 року. У складі софійського клубу двічі ставав володарем Кубка Болгарії, неодноразово ставав срібним та бронзовим призером чемпіонату країни. У 1967 році в складі «Славії» став півфіналістом Кубку володарів кубків. Усього в складі софійського клубу зіграв 240 матчів, у яких відзначився 21 забитим м'ячем.

## Виступи за збірну
1959 року дебютував в офіційних матчах у складі національної збірної Болгарії. Протягом кар'єри у національній команді, яка тривала 4 роки, провів у її формі 6 матчів.
У складі збірної був учасником чемпіонату світу 1962 року у Чилі.